# Claude Moisy
Claude Moisy est un journaliste français né le 26 juin 1927 à Blainville-sur-Orne et mort le 21 septembre 2020 à Courbevoie. Il a fait la majeure partie de sa carrière à l'Agence France-Presse dont il a été le président de 1990 à 1992. 

## Biographie
Claude Moisy a commencé sa carrière au journal Ouest-France. Il a longtemps travaillé aux États-Unis pour l'AFP.
Il préside l’AFP de 1990 à 1992, période de crise économique en France, au cours de laquelle il a pratiqué une gestion tournée vers le développement international et les nouvelles technologies, ainsi que la maîtrise des coûts en France. 
Avant de prendre sa retraite, Claude Moisy trace le portrait-robot du président idéal de l'AFP : un homme de médias, probablement un journaliste, « pas trop facilement identifiable politiquement » et parlant évidemment un anglais courant. Avec 35 ans d'AFP, de Rangoon à Delhi, de Londres à Washington, où il a couvert l'affaire du Watergate, Claude Moisy a le profil, mais son directeur général Lionel Fleury aussi, à qui il confie les rênes de la maison, avec le soutien du conseil d'administration.
C'est l'avant-dernier président de l'AFP à avoir été journaliste, métier dont était aussi originaire Jean Miot, les trois derniers présidents de l'AFP étant tous énarques.
Il est par la suite administrateur de Reporters sans frontières et prend à l'automne 2009 la défense du statut de l'Agence France-Presse en déclarant dans une tribune libre au journal Le Monde que ce statut est le meilleur moyen de protéger la crédibilité acquise par l'AFP un peu partout dans le Monde. 
Bon connaisseur des États-Unis, Claude Moisy aborde le thème de l'armement américain dans un de ses ouvrages.
Claude Moisy meurt le 21 septembre 2020 à l'âge de 93 ans.

## Ouvrages
- La Birmanie, Éditions Rencontre, 1963.
- L'Amérique sous les armes, 1970.
- Nixon et le Watergate: La chute d'un président, 1994
- Foreign News Flow in them Information Age, John F. Kennedy School of Government, Harvard University, Cambridge, Massachusetts, USA 1996.
- L'Amérique en marche arrière, Éditions Hachette, Paris 1996,  (ISBN 2-01-235172-7).
- John F. Kennedy (1917–1963), Éditions J'ai lu, Paris 2003,  (ISBN 2-290-33568-1).
- Le citoyen Genêt. La révolution française à l'assaut de l'Amérique, Privat, Toulouse, 2007,  (ISBN 978-2-7089-5003-0).